# Автошлях Т 2001
Автошлях Т 2001 — автомобільний шлях територіального значення в Тернопільській області. Проходить територією Бучацького, Чортківського та Борщівського районів. Загальна довжина — 73,3 (78) км. Частина колишнього крайового гостинця Монастириська — Бучач — Чортків.

## З історії
5 квітня 1944 року німецько-нацистські війська захопили села Білобожниця та Мазурівка, що дозволило їм контролювати автодорогу Чортків — Бучач.